# Lovrin, Timiș
Lovrin (germană Lowrin, maghiară Lovrin) este satul de reședință al comunei cu același nume din județul Timiș, Banat, România.